# Rietgrasuil
De rietgrasuil (Apamea unanimis) is een nachtvlinder uit de familie van de uilen, de Noctuidae. 

## Beschrijving
De voorvleugellengte bedraagt tussen de 15 en 17 millimeter. De grondkleur van de voorvleugels is licht tot donkerbruin. Aan de achterzijde van de niervlek is een duidelijk witte rand zichtbaar.

## Waardplanten
De rietgrasuil gebruikt allerlei grassen als waardplanten, waaronder bochtige smele en rietgras. De rups is te vinden van september tot maart. De soort overwintert als rups.

## Voorkomen
De soort komt verspreid over het Europa aangrenzend in Azië tot de Amoer voor.

### In Nederland en België
De rietgrasuil is in Nederland en België een vrij gewone soort die over het hele gebied kan worden gevonden. De vlinder kent één generatie die vliegt van begin mei tot in augustus.